# 203

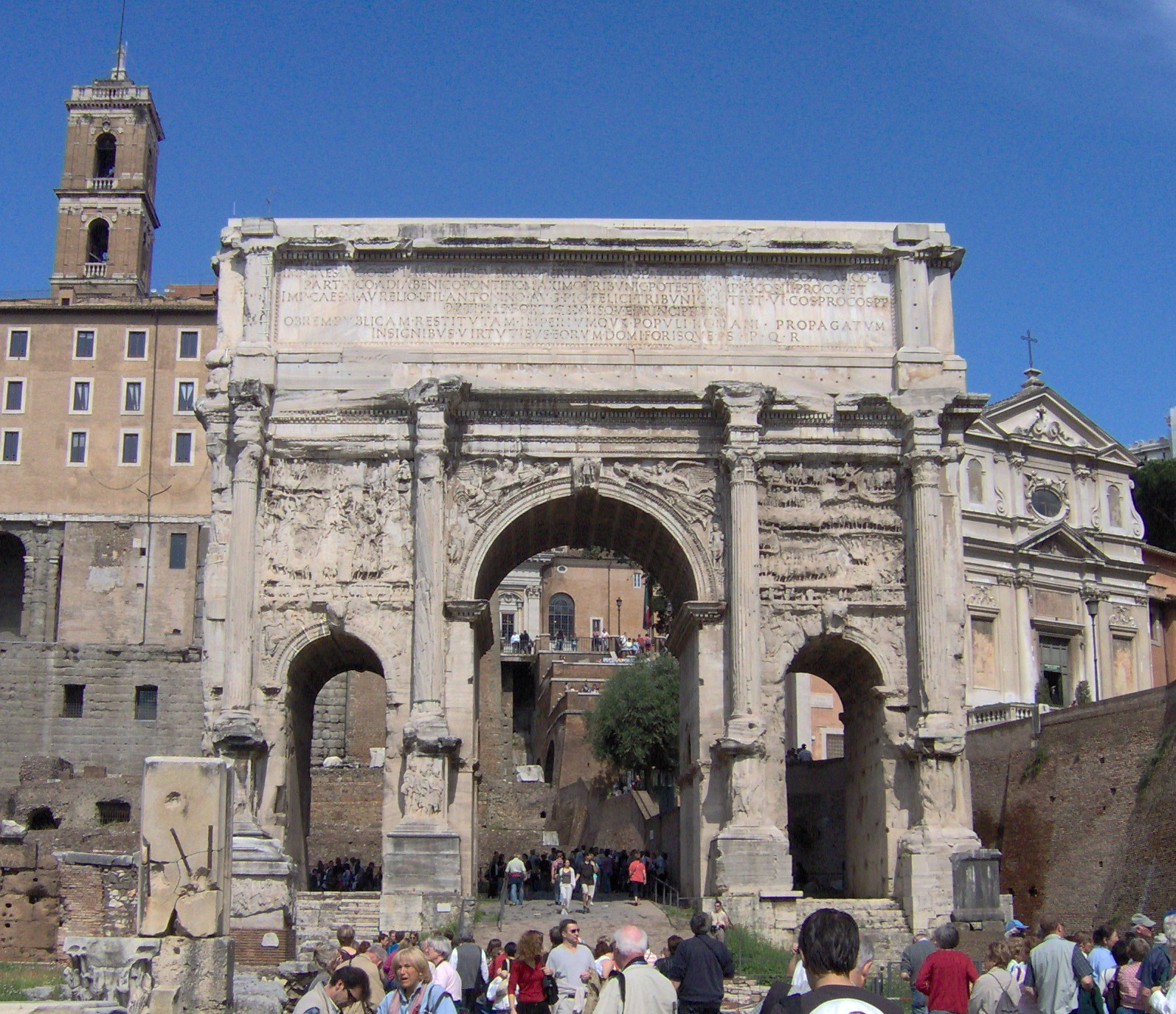
Boog van Septimius Severus

Het jaar 203 is het 3e jaar in de 3e eeuw volgens de christelijke jaartelling.

## Gebeurtenissen

### Italië
- In Rome wordt op het Forum de Boog van Septimius Severus voltooid. De triomfboog wordt ter ere van de overwinningen op de Parthen door de Senaat geschonken aan keizer Septimius Severus.

### Afrika
- 7 maart - Perpetua en Felicitas sterven de martelaarsdood. Vanwege hun christelijk geloof worden ze in het amfitheater van Carthago ter dood gebracht en voor de wilde dieren geworpen.

### Klein-Azië
- In Byzantium wordt het Hippodroom (Paardenplein) gebouwd. Het stadion wordt door de Romeinen gebruikt voor wagenrennen en andere vormen van publiek vermaak.

## Geboren
- Varius Avitus Bassianus (Elagabalus), keizer van het Romeinse Keizerrijk (overleden 222)

## Overleden
- 7 maart - Perpetua en Felicitas, martelaressen